# Paralepista flaccida
Paralepista flaccida (Sowerby) Vizzini, 2012  è un fungo commestibile abbastanza apprezzato, conosciuto ai più con il binomio obsoleto di Clitocybe inversa.

## Etimologia
Dal latino inversus = "invertito", perché il cappello possiede margine involuto.

## Descrizione

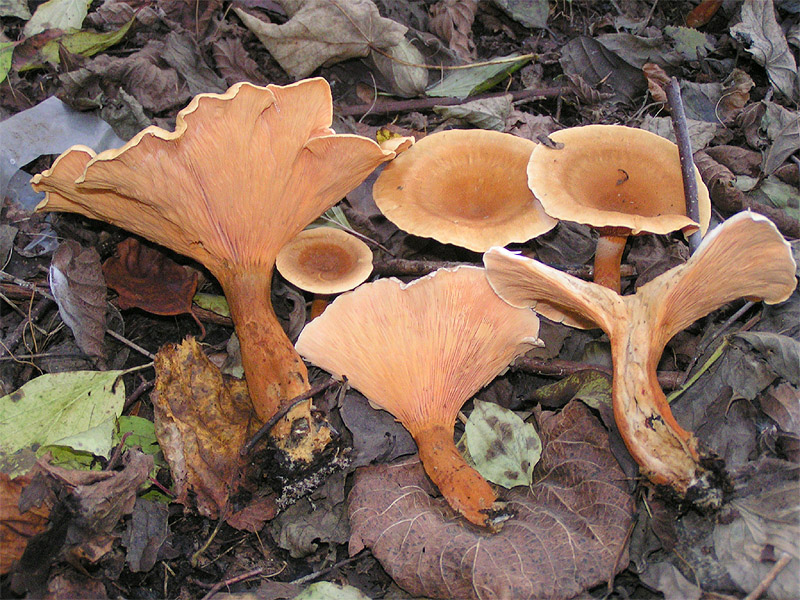
Paralepista flaccida

### Cappello
A forma di imbuto, con il margine spesso involuto, depresso al centro.

Superficie liscia, color rosso-mattone che schiarisce in età avanzata divenendo aranciata e talvolta giallo-sporco. Di consistenza elastica.

### Lamelle
Decorrenti, fitte, biancastre, giallo-sporco per via della sporata.

### Gambo
Corto, di forma più o meno irregolare, concolore al cappello.

### Carne

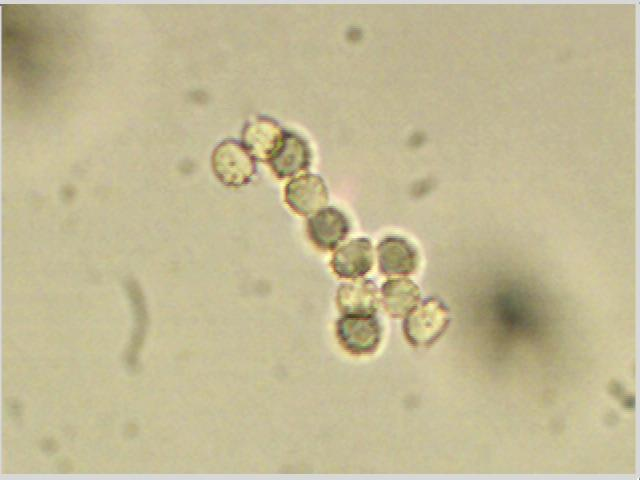
In evidenza le spore di P. flaccida

Bianco-sporca tendente al nocciola; consistente, poi elastica, infine molle.
- Odore: fruttato ed acidulo, particolare, piuttosto complesso; a volte ricorda un po' il formaggio.
- Sapore: acidulo.

### Spore
Bianco-crema in massa, ellissoidali, rugose; 4-5 x 3 µm.

## Distribuzione e habitat
Gregario, molto comune, autunno, nei boschi di latifoglie ma anche di conifere, su terreni umidi e ricchi di humus. Forma sul terreno i cosiddetti "cerchi delle streghe" oppure lunghe linee simili a quelle della Lepista nebularis.

## Commestibilità
Discreta negli esemplari più vecchi e molli, buona negli esemplari giovani e di consistenza elastica. Migliori i carpofori che crescono sotto aghifoglie.

## Tassonomia

### Specie simili
Altre specie congeneri, in particolare:
- Lepista flaccida
- Clitocybe gibba
- alcune forme decolorate di Pseudoclitocybe cyathiformis.
- Dai più inesperti viene a volte confuso con alcune forme giganti di Cantharellus cibarius, che però possiede carne di colore giallo chiaro e "pseudo-lamelle".

### Sinonimi e binomi obsoleti
- Clitocybe inversa

## Nomi comuni
- Imbutino
- Trombetta